# Ville-en-Selve
Ville-en-Selve là một xã thuộc tỉnh Marne trong vùng Grand Est đông nam nước Pháp. Xã này nằm ở khu vực có độ cao trung bình 233 mét trên mực nước biển.